# 5721 (ano hebraico)
5721 (hebraico: ה'תשכ"א) foi um ano hebraico correspondente ao período após o pôr do sol de 21 de setembro de 1960 até ao pôr do sol de 10 de setembro de 1961 do calendário gregoriano.
| Mês judaico | Calendário gregoriano                                                                   |
| ----------- | --------------------------------------------------------------------------------------- |
| Tishrei     | após o pôr do sol de 21 de setembro de 1960 até ao pôr do sol de 21 de outubro de 1960  |
| Cheshvan    | após o pôr do sol de 21 de outubro de 1960 até ao pôr do sol de 19 de novembro de 1960  |
| Kislev      | após o pôr do sol de 19 de novembro de 1960 até ao pôr do sol de 19 de dezembro de 1960 |
| Tevet       | após o pôr do sol de 19 de dezembro de 1960 até ao pôr do sol de 17 de janeiro de 1961  |
| Shevat      | após o pôr do sol de 17 de janeiro de 1961 até ao pôr do sol de 16 de fevereiro de 1961 |
| Adar        | após o pôr do sol de 16 de fevereiro de 1961 até ao pôr do sol de 17 de março de 1961   |
| Nissan      | após o pôr do sol de 17 de março de 1961 até ao pôr do sol de 16 de abril de 1961       |
| Iyyar       | após o pôr do sol de 16 de abril de 1961 até ao pôr do sol de 15 de maio de 1961        |
| Sivan       | após o pôr do sol de 15 de maio de 1961 até ao pôr do sol de 14 de junho de 1961        |
| Tammuz      | após o pôr do sol de 14 de junho de 1961 até ao pôr do sol de 13 de julho de 1961       |
| Av          | após o pôr do sol de 13 de julho de 1961 até ao pôr do sol de 12 de agosto de 1961      |
| Elul        | após o pôr do sol de 12 de agosto de 1961 até ao pôr do sol de 10 de setembro de 1961   |

## Dados sobre 5721
- Ano comum regular (kesidrah): 354 dias
- Cheshvan com 29 dias e Kislev com 30 dias
- Ciclo solar: 9º ano do 205º ciclo
- Ciclo lunar: 2º ano do 302º ciclo
- Ciclo Shmita: 2º ano
- Ma'aser Sheni (dízimo para Jerusalém)

## Fatos históricos
- 1891º ano da destruição do Segundo Templo
- 13º ano do estabelecimento do Estado de Israel